# Олесін (Мазовецьке воєводство)
Олесін (пол. Olesin) — село в Польщі, у гміні Дембе-Вельке Мінського повіту Мазовецького воєводства.
Населення — 500 осіб (2011).
У 1975-1998 роках село належало до Седлецького воєводства.

## Демографія
Демографічна структура станом на 31 березня 2011 року:
|          | Загалом | Допрацездатний вік | Працездатний вік | Постпрацездатний вік |
| -------- | ------- | ------------------ | ---------------- | -------------------- |
| Чоловіки | 244     | 63                 | 161              | 20                   |
| Жінки    | 256     | 60                 | 142              | 54                   |
| Разом    | 500     | 123                | 303              | 74                   |